# Горчак, Остафий Дмитриевич
Остафий Дмитриевич Горчак (18 сентября 1925 — не ранее 1989) — диспетчер станции Унгены Одесско-Кишинёвской железной дороги, Молдавская ССР}}, Герой Социалистического Труда (16.01.1974).
Родился в селе Новая Обрежа, ныне Фалештский район Молдавии. Член КПСС с 1958 года.
После освобождения Молдавии от румынской оккупации в 1944 году был призван в армию. Участник Великой Отечественной войны, рядовой 318 стрелкового полка 241 стрелковой дивизии. Награждён медалью «За отвагу» (07.02.1945). Демобилизовался в 1947 году.
В 1950—1968 скрутчик, сцепщик, составитель поездов, дежурный по станции, с 1969 узловой диспетчер ж.-д. станции Унгены Молдавской ССР.
Творчески осваивая и внедряя передовой опыт лучших коллективов железнодорожного транспорта, добился высокой эффективности в использовании маневровых средств и подвижного состава.
В период с 1971 по 1973 год руководимая им смена добилась снижения простоя вагона под одной грузовой операцией на 1,5 ч.
За выдающиеся успехи в выполнении и перевыполнении планов 1973 г. и принятых социалистических обязательств присвоено звание Героя Социалистического Труда (16.01.1974).
Награждён орденами Трудового Красного Знамени и Отечественной войны II степени (06.04.1985).